# アフィン部分空間

三次元空間内の平面 (青) はひとつのアフィン部分空間で、原点を通る平面をベクトル (赤) の分だけ平行移動させることで得られる。

線型代数学におけるベクトル空間のアフィン部分空間（アフィンぶぶんくうかん、英: affine subspace）は線型部分空間を平行移動することによって得られる部分集合を言う。アフィン部分空間は解析幾何学の意味でそれ自身一つのアフィン空間を成す。

## 定義
ベクトル空間 V の部分集合 A がアフィン部分空間であるとは、それが V のベクトル v と V の線型部分空間 UA が存在して {\displaystyle A=v+U_{A}=\left\{v+u\mid u\in U_{A}\right\}} が成り立つときに言う。このとき v を A の位置ベクトル、UA を A に付随する線型部分空間と呼ぶ。A に対してUA は一意に定まるが、v − w ∈ UA を満たす w ∈ V はいずれも A の位置ベクトルである。A の次元は UA の次元を言う。
一次元アフィン部分空間は直線、二次元アフィン部分空間は平面と呼ばれる。また V が n-次元のとき、次元が n − 1 のアフィン部分空間はアフィン超平面と呼ぶ。解析幾何学において空集合もアフィン部分空間の一種とする場合もあり、その場合アフィン部分空間としての次元は dim ∅ = −1 で付随する線型部分空間を持たない。

## 簡単な例
三次元ベクトル空間 R3 の部分空間 U を {\displaystyle g\colon {\vec {x}}=\lambda (0,\,0,\,1)\quad (\lambda \in \mathbb {R} )} で与えられる原点を通る直線とする。ベクトル v→ ∈ V を具体的に {\displaystyle {\vec {v}}=(1,\,0,\,0)} ととれば、アフィン部分空間 A = v→ + U は原点から（x-軸方向に単位長さ）(1,0,0) だけずれた、方程式 {\displaystyle h\colon {\vec {x}}=(1,\,0,\,0)+\mu (0,\,0,\,1)\quad (\mu \in \mathbb {R} )} で与えられる直線である。
この原点を通らない直線はアフィン部分空間だが（零ベクトルを含まないから）線型部分空間ではない。

## アフィン部分空間の次元公式
以下 V を体 K 上の有限次元ベクトル空間で、A, B はそのアフィン部分空間とする。
A と B が交わる場合、またはいずれか一方が空のとき、次元公式は {\displaystyle \dim(A\vee B)+\dim(A\cap B)=\dim(A)+\dim(B)} で与えられる。また、A と B がいずれも空でなく交わりも持たないとき、次元公式は {\displaystyle \dim(A)+\dim(B)=\dim(A\lor B)+\dim(U_{A}\cap U_{B})-1} となる。ここで UA, UB はそれぞれ A, B に付随する線型部分空間とする。またいずれの式においても A ∨ B は A と B のアフィン和空間である。

## 性質
アフィン部分空間の定義において v = 0 となる場合も含まれうるから、任意の線型部分空間はまた一つのアフィン部分空間ともなる。アフィン部分空間が線型部分空間となるための必要十分条件は、それが零ベクトルを含むことである。
体 K 上の n 変数非斉次線型方程式系の解空間は、それが空でなければ Kn のアフィン部分空間を成す。任意のアフィン部分空間が適当な線型方程式系からこの方法によって得られる。あるいは定義から直接に、位置ベクトルと付随する線型部分空間の基底からなるベクトルの集合のアフィン包としてアフィン空間を得ることもできる。